# میلیکان (دهانه)
میلیکان یک دهانه برخوردی در ماه‌ است.

## دهانه‌های اقماری
این دهانه ۴ دهانه اقماری دارد.
| Millikan | عرض جغرافیایی | طول جغرافیایی | قطر          |
| -------- | ------------- | ------------- | ------------ |
| Q        | ۴۳.۹° N       | ۱۱۸.۶° E      | ۳۳.۰ کیلومتر |
| R        | ۴۶.۰° N       | ۱۱۷.۷° E      | ۴۹.۰ کیلومتر |
| J        | ۴۵.۸° N       | ۱۲۴.۶° E      | ۳۶.۰ کیلومتر |
| B        | ۴۹.۸° N       | ۱۲۳.۵° E      | ۲۱.۰ کیلومتر |